# Against tha Grain
Against tha Grain – czwarty album studyjny rapera Kurupta. Album został wydany w sierpniu 2005 roku.

## Lista utworów
1. Intro
2. Speak On It(feat. Val C) (Prod. by Mark Sparks)
3. Anarchy '87 (Prod. by Mark Sparks)
4. Throw Back Muzic '86  (Prod. by Mark Sparks)
5. Deep Dishes  (Prod. by Ric Rude)
6. Stalkin  (Prod. by Sir Jinx)
7. Can You Feel It(feat. Potion) (Prod. by Doug Mayhem)
8. Slide N Slide Out(feat Eastwood, Big Tri, & Young Tone) (Prod Blaqthoven)
9. I'm Back  (Prod. by Tha Row Hitters)
10. Jealousy(feat.Roscoe & M.O.P.) (Prod. by Mark Sparks)
11. Tha Past (feat. Dave Hollister) (Prod. by Doug Mayhem)
12. My Homeboys (Back to Back) (feat. 2Pac & Eastwood)  (Prod. by Mark Sparks)
13. Bullshit & Nonsense (feat. Spider Loc & Eastwood)  (Prod. by Joshua Andrews)
14. Calico (feat. The Dayton Family)  (Prod. by Screwface)
15. Hustlin (feat. Big Tri & Young Tone)  (Prod. by Sir Jinx)
16. It's a Wrap  (Prod. by Mark Sparks)
17. You Fuckin' with the Best (feat. Domination)  (Prod. by C. Styles)
18. Outro